# Хираль, Хосе
Хосе́ Хира́ль Пере́йра (исп. José Giral Pereyra; 22 октября 1879, Сантьяго-де-Куба — 23 декабря 1962, Мехико) — испанский политический деятель, премьер-министр в 1936 году (в начале гражданской войны). Учёный-химик.

## Семья и образование
Родился на Кубе; отец — испанец, мать — кубинка. Окончил Институт кардинала Сиснероса в Мадриде и Мадридский университет Комплутенсе. В 1902 году получил в Мадриде докторскую степень в области химии, в 1904 году — диплом фармацевта.

## Учёный
Во время учёбы являлся одним из членов Университетского союза, группы интеллектуалов, выступавших за улучшение высшего образования (в её состав входили такие известные деятели испанской культуры как Мигель де Унамуно и Франсиско Хинер де лос Риос). Работал в различных мадридских лабораториях, в 1903 году был одним из основателей Испанского физико-химического общества, публиковал научные статьи в его «Анналах». С 1904 году работал на фармацевтическом факультете Мадридского университета, с 1905 года — профессор кафедры органической химии Университета Саламанки. Изучал организацию научных исследований во Франции. Основал в Саламанке химическое общество Salmantina, которое занималось получением желатина и экспортом дигиталиса. В 1914 году открыл аптеку в Саламанке, в 1920 году — в Мадриде, где при его аптеке были созданы библиотека и химическая лаборатория. Помимо исследований в области органической химии (в частности, он являлся автором учебника), Хираль занимался исследованием проблем питания рабочих.

## Политик и учёный
Продолжал поддерживать отношения с Унамуно. Придерживался республиканских и леволиберальных политических взглядов, был сторонником широких реформ, в том числе отделения церкви от государства, являлся членом либеральной масонской организации «Великий Восток Испании». Был арестован во время всеобщей забастовки 1917 года, в его аптеке в Мадриде проходили встречи противников монархии. Его другом был Мануэль Асанья, лидер партии Республиканское действие, учредительное собрание которой также прошло в аптеке Хираля, который стал одним из видных деятелей как Республиканского действия, так и созданного на основе него и ещё нескольких партий Республиканского объединения, а с 1934 года — Левореспубликанской партии (её лидером также стал Асанья, а Хираль вошёл в состав национального совета).
Одновременно с общественно-политической деятельностью, Хираль продолжал заниматься и наукой: в 1928 году он стал профессором биохимии в Центральном университете Мадрида. Также Хираль возглавлял секцию точных, физических и естественных наук в Атенеуме — мадридском литературном, научном и художественном обществе, президентом которого в 1930году стал Асанья. Именно в Атенеуме 7 августа 1930 года состоялось собрание лидеров республиканцев (в нём участвовали Асанья, Алькала Самора, Леррус, Хираль, Марселино Доминго, Альваро де Альборнос), на котором были согласованы положения пакта Сан-Себастьяна, ставшего символом объединения все республиканских сил). Хираль арестовывался как в период диктатуры генерала Мигеля Примо де Ривера (1923—1930), так и правительства генерала Беренгара в 1930 году — на этот раз его отправили в тюрьму сразу же после физико-химической конференции, проходившей в Атенеуме.
После провозглашения Испании республикой в 1931 году Хираль стал депутатом Кортесов (парламента) от Касереса. В 1931 году он был советником правительства и ректором Центрального университета Мадрида. В октябре 1931 — сентябре 1933 года и с февраля 1936 года был морским министром в правительствах, которые возглавлял Асанья (а весной — летом 1936 года — Касарес Кирога, после того, как Асанья был избран президентом). Консерваторы были недовольны назначением гражданского человека на этот пост и прозвали его «аптекарем». Хираль принял должность министра, подчиняясь партийной дисциплине, за время пребывания на ней он занимался военными реформами, значительно увеличил зарплаты военнослужащим и назначал на ключевые посты сторонников республики. 25 апреля 1935 года он был избран членом Национальной медицинской академии. В декабре 1935 года Хираль стал одним из учредителей Народного фронта — коалиции левых политических сил, победившей на парламентских выборах в феврале 1936 года.

## Премьер-министр
Во время выступления националистически настроенных военных 18 июля 1936 года Хираль отдал приказ флоту выступить на стороне правительства. Большинство офицеров не выполнили его приказ, однако большая часть матросов поддержали Народный фронт — в результате значительная часть флота осталась на стороне республики, причём антиреспубликански настроенные офицеры были убиты или арестованы. 19 июля Хираль был назначен премьер-министром республиканского правительства, оставшись при этом морским министром. В этом качестве он предпринял решительные меры по борьбе против восставших военных. Его правительство сразу же санкционировало вооружение народа: сторонники республики получали оружие по предъявлению профсоюзного билета. Российский историк С. Ю. Данилов писал: 

Можно сколько угодно говорить о «вынужденности» такого шага, об отсутствии у кабинета Хираля элементарного выбора. Но непреложным фактом остаётся следующее. Либеральный республиканец, доктор химии Хираль оказался решительнее и последовательнее наших большевиков, которые лишь обещали «всеобщее вооружение народа», но, получив реальную власть, объявили собственный лозунг утопией.

Кроме вооружения своих сторонников, правительство Хираля учредило народные суды, стремясь предотвратить расправы левых активистов над своими политическими противниками. Оно же запретило антиреспубликанские организации, преобразовало Гражданскую гвардию (жандармерию) в Национальную республиканскую гвардию и установило контроль над предприятиями, оставленными их собственниками. Во внешней политике Хираль рассчитывал на поддержку своего правительства со стороны европейских демократий, но был разочарован их отказом оказать содействие Испанской республике. Не получив поддержки от Франции, он обратился за помощью к СССР.
Военные поражения республиканской армии и непосредственная угроза Мадриду (а также тот факт, что Хираль был слишком умеренным политиком по сравнению с большинством сторонников республики) привели к падению популярности правительства Хираля и его замене 5 сентября 1936 года на посту премьера на лидера социалистов Ларго Кабальеро.

## Деятельность после отставки с поста премьера
В 1936—1937 годах Хираль был министром без портфеля в кабинете Ларго Кабальеро, в 1937—1938 годах занимал пост министра иностранных дел в правительстве Хуана Негрина (в этом качестве вновь пытался получить поддержку европейских демократий), затем вновь являлся министром без портфеля. Был сторонником участия коммунистов в правительстве — несмотря на свои умеренные политические взгляды, Хираль считал, что они способствуют повышению дисциплины в рядах сторонников республики. Входил в состав комиссии представителей республики, которые вели безуспешные переговоры с правительством националистов об обмене заключёнными. После поражения республиканцев в 1939 году Хираль, как и Асанья, с которым он продолжал поддерживать дружеские отношения, эмигрировал во Францию. Оттуда Хираль вскоре переехал в Мексику, где оставался до конца жизни.

## Эмигрант
Во время проживания в Мексике Хираль был профессором биохимии в Политехническом институте и в Национальном автономном университете в Мехико. В сентябре 1945 года он стал премьер-министром правительства Испанской республики в эмиграции, находился на этом посту до января 1947 года. Позднее участвовал в Движении сторонников мира.

В испанской биографии Хираля сказано, что 

он хотел видеть Испанию, управляемой на научной основе. Он потерпел неудачу, как и многие испанцы его поколения, и ураганный ветер войны покончил со всеми его иллюзиями. Но для нас остаётся пример борца за свои идеи, терпимого к другим идеологиям, и его храброе противостояние фашистскому варварству, из-за чего он стал мишенью для ненависти и небылиц. 